# Suriname nos Jogos Pan-Americanos de 2023
O Suriname competiu nos Jogos Pan-Americanos de 2023 em Santiago, no Chile, de 20 de outubro a 5 de novembro de 2023. Foi a 13.ª aparição do país nos Jogos Pan-Americanos, tendo participado de todas as edições desde a sua estreia dos Jogos, exceto em 1971.

## Competidores
Abaixo está a lista do número de competidores (por gênero) participando dos jogos por esporte/disciplina.
| Esporte  | Masculino | Feminino | Total |
| -------- | --------- | -------- | ----- |
| Ciclismo | 2         | 1        | 3     |
| Total    | 2         | 1        | 3     |

## Ciclismo
O Suriname qualificou 3 ciclistas (2 homens e 1 mulher).

### Pista
Velocidade
| Atleta | Evento               | Classificação | Classificação | Oitavas-de-final | Repescagem 1     | Quartas-de-final     | Semifinais           | Final                | Final   |
| Atleta | Evento               | Tempo         | Posição       | Adversário Tempo | Adversário Tempo | Adversário Resultado | Adversário Resultado | Adversário Resultado | Posição |
| ------ | -------------------- | ------------- | ------------- | ---------------- | ---------------- | -------------------- | -------------------- | -------------------- | ------- |
|        | Individual masculino |               |               |                  |                  |                      |                      |                      |         |

Keirin
| Atleta | Evento    | Eliminatórias | Repescagem | Final   |
| Atleta | Evento    | Posição       | Posição    | Posição |
| ------ | --------- | ------------- | ---------- | ------- |
|        | Masculino |               |            |         |
|        | Feminino  |               |            |         |